# Экубан, Калеб
Калеб Анса Экубан (англ. Caleb Ansah Ekuban; 23 марта 1994 года, Виллафранка-ди-Верона) — ганский футболист, нападающий итальянского клуба «Дженоа». Выступал за сборную Ганы.

## Ранняя биография
Калеб Экубан родился в итальянском городе Виллафранка-ди-Верона в семье выходцев из Ганы, у Кобины и Сабины Экубан. Его отец был окружным старейшиной пятидесятнической Ассамблеи церквей в Италии, а также бухгалтером и предпринимателем.
Экубан был одним из семи детей в семье, выросших в Италии. В возрасте 10 лет его отец был переведён в Мантую для выполнения министерских обязанностей, где он отправил Калеба вместе с его двумя братьями в местную молодёжную футбольную команду. Там юноша сумел проявить себя, в результате чего присоединился к «Кьево Вероне». Калеб Экубан свободно владеет итальянским языком, а также может говорить на фанти, главном местном диалекте в центральном регионе Ганы.
Один из его братьев Джозеф также стал профессиональным футболистом.

## Клубная карьера
После прохождения через молодёжную систему в «Кьево» Экубан был впервые вызван в его главную команду тренером Эудженио Корини 26 января 2013 года для гостевого матча Серии А против «Лацио», но так и не вышел на поле. Ганец так никогда и не дебютировал за «Кьево» на профессиональном уровне, который четырежды отдавал его в аренду различным клубам. Несмотря на то, что его контракт был рассчитан до 2018 года, Экубан перешёл в английский «Лидс Юнайтед» в июле 2017 года.
В июле 2013 года Экубан был отправлен в аренду в «Зюйдтироль» для получения большего игрового опыта. В августе он был участником конфликта на расовой почве в матче первого раунда Кубка Италии с «Матерой», в результате чего его оппонент получил 10-матчевую дисквалификацию. 1 сентября состоялся его дебют на профессиональном уровне, когда он вышел на замену в матче того же кубка с «Реджаной». Свой первый гол ганец забил 13 октября, принесший его команде очко в игре с «Венецией». Однако его пребывание в «Зюйдтироле» не было долгим, за который он провёл только 7 игр в лиге и лишь в двух из них выходил на поле в стартовом составе. Экубан покинул клуб в январе 2014 года.
В январе 2014 года Экубан был отдан в аренду команде Лиги Про «Лумедзане», за которую провёл полтора сезона, отыграв 48 матчей в лиге и забив в ней семь голов. 6 августа 2015 года ганец был отдан в аренду клубу «Ренате» до конца сезона 2015/16. Он закончил его с 31 матчем в лиге (24 в стартовом составе), 4 голами, в то время как его команда финишировала 11-й в Группе А.
4 июля 2016 года Экубан перешёл на правах аренды в албанский «Партизани» на сезон 2016/17, где выступал под номером 45. Спустя шесть дней он был включён в итоговую заявку клуба из 23 человек для участия в квалификации Лиги чемпионов УЕФА. Он дебютировал там 13 июля в рамках первого матча второго квалификационного раунда против венгерского «Ференцвароша», выйдя на замену на поле стадиона Эльбасан Арена. В ответном матче Экубан снова вышел на замену, основное и дополнительное время закончилась вничью 1:1, и судьба противостояния решалась в серии пенальти, где Экубан успешно реализовал свою попытку, тем самым внеся свой вклад в итоговый успех албанской команды.
Экубан провёл все 90 минут в обоих матчах третьего квалификационного раунда Лиги чемпионов против австрийского «Ред Булла Зальцбург», который победил «Партизани» с обшим счётом 3:0. В результате «Партизани» перешел в раунд плей-офф Лиги Европы, где столкнулся с российским «Краснодаром», проиграв ему с общим счётом 0:4. Ганец также отыграл полностью две этих встречи.
В чемпионате Албании же Экубан закончил сезон с 17 голами и на втором месте в списке лучших бомбардиров лиги. Он внёс существенный вклад в достижение «Партизани» второго места в чемпионате и квалификацию в Лигу Европы УЕФА.
11 июля 2017 года «Лидс Юнайтед» объявил о подписании с Экубаном четырёхлетнего контракта, не раскрыв сумму трансфера. 19 августа ганец дебютировал в Чемпионшипе, но тогда же получил травму, выбившую его из строя на три месяца. 19 ноября Экубан вернулся на поле, но уже 10 декабря вновь повредил себе ногу в поединке против КПР. 30 марта 2018 года Экубан забил свой первый гол в Чемпионшипе за «Лидс», отметившись в ворота команды «Болтон Уондерерс». 26 июля 2018 года стало известно, что ганец не получил места в команде на предстоящий сезон
29 августа 2018 года Экубан на правах аренды перешёл в турецкий «Трабзонспор». Спустя три дня он дебютировал за него, выйдя на замену в матче Суперлиги с «Галатасараем» на 86-й минуте. Оставшегося времени ему хватило на то, чтобы забить гол, доведя счёт до 4:0 в пользу своей команды. Этот гол имел важное значение для некоторых болельщиков «Лидс Юнайтед» из-за их давней вражды с турецкими сторонниками «Галатасарая».

## Карьера в сборной
Экубан имел право играть как за Гану, так и за Италию на международном уровне. 12 июля 2017 года Экубан сообщил о своём выборе в пользу Ганы.
20 апреля 2018 года Экубан встретился с главным тренером сборной Ганы Джеймсом Квеси Аппиа. В марте 2019 года Экубан был призван выступать за Гану в рамках квалификации Кубка африканских наций 2019 года. Он забил свой первый гол за национальную команду в домашнем матче против Кении.